# Edward Battell
Edward Battell var en britisk cykkelrytter. Han deltog i de første Olympiske lege i Athen, Grækenland.
Battell deltog i 333 meter, 100 kilomer og landevejsløbet. Hans bedste resultat var i landevejsløbet, hvor han blev nummer 3 efter en 87 kilometer lang tur fra Athen til Marathon og tilbage igen. I 333 meterløbet endte han på en fjerde plads med en tid på 26,2 sekunder. Han var iblandt de 7 cykkelryttere der ikke gennemførte 100 kilometerløbet.
Battell arbejdede som tjener på den britiske ambassade i Grækenland, og nogle briter prøvede på at få stoppet Battell fra at deltage ved OL, da han ikke var en gentleman.